# Wyspy Biscoe
Wyspy Biscoe – niezamieszkany archipelag rozciągający się wzdłuż zachodniego wybrzeża Ziemi Grahama, pomiędzy Archipelagiem Palmera na północnym wschodzie a Wyspą Adelajdy na południowym zachodzie. Łańcuch wysp rozciąga się na dystansie ok. 130 km. W skład archipelagu wchodzą cztery wyspy główne: Renaud Island, Rabot Island, Lavoisier Island, Watkins Island i inne mniejsze. Archipelag został nazwany od nazwiska Johna Biscoe, kierownika brytyjskiej wyprawy antarktycznej, która zbadała wyspy w lutym 1831 roku.